# 154 (număr)
154 (o sută cincizeci și patru) este numărul natural care urmează după 153 și precede pe 155 într-un șir crescător de numere naturale.

## În matematică
154
- Este un număr Devlali.[1][2]
- Este un număr Erdős-Woods[3][4]
- Este un număr rotund.[5][6]
- Este un număr sfenic.[7]
- Este un număr nontotient.[8][9]
- Este un număr noncototient, deoarece nu există exact 156 de numere coprime mai mici ca el.
- Este suma primilor 6 factoriali dacă se pornește de la 0, iar {\displaystyle 0!=1}
- Este un număr nonagonal.[10][11]
- Din 17 tăieturi, un tort poate fi tăiat în 154 de bucăți.[12]
- Suma factorilor primi distincți ai lui 154 este 20, la fel cu cei ai 153, astfel că aceștia formează împreună o pereche Ruth-Aaron.
- {\displaystyle 154!+1} este un număr prim factorial.

## În știință

### În astronomie
- Obiectul NGC 154 din New General Catalogue este o galaxie lenticulară, posibil eliptică, cu o magnitudine 14 în constelația Balena.
- Ross 154 este o stea pitică roșie lângă constelația Săgetătorul.
- 154 Bertha este un asteroid din centura principală.
- 154P/Brewington este o cometă periodică din Sistemul Solar.

## În alte domenii
152 se poate referi la:
- Numărul de apel de urgență în Regatul Unit pentru reclamații fiscale la adresa British Telecom.
- Elcapo No. 154, o municipalitate rurală în Saskatchewan, Canada.